# Ronde van Frankrijk 2022/Vijftiende etappe
De vijftiende etappe van de Ronde van Frankrijk 2022 werd verreden op 17 juli met start in Rodez en finish in Carcassonne. Het betrof een vlakke rit over 200 kilometer.

## Uitslag
| Rodez – Carcassonne (200 km) |                  |                    |          |
| Plaats                       | Naam             | Ploeg              | Tijd     |
| 1                            | Jasper Philipsen | Alpecin-Deceuninck | 4u27'27" |
| 2                            | Wout van Aert    | Team Jumbo-Visma   | z.t.     |
| 3                            | Mads Pedersen    | Trek-Segafredo     | z.t.     |

| Algemeen klassement |                  |                   |           |
| Plaats              | Naam             | Ploeg             | Tijd      |
| Gele trui           | Jonas Vingegaard | Team Jumbo-Visma  | 59u58'28" |
| 2                   | Tadej Pogačar    | UAE Team Emirates | 2'22"     |
| 3                   | Geraint Thomas   | INEOS Grenadiers  | 2'43"     |

## Opgaves
- Simon Clarke (Israel-Premier Tech): Niet gestart vanwege een positieve coronatest
- Magnus Cort (EF Education-EasyPost): Niet gestart vanwege een positieve coronatest
- Steven Kruijswijk (Team Jumbo-Visma): opgave tijdens de etappe vanwege een valpartij
- Michael Mørkøv (Quick Step-Alpha Vinyl): buiten tijd gefinisht
- Primož Roglič (Team Jumbo-Visma): niet gestart om te herstellen van een schouderblessure eerder in deze Ronde

1e etappe ·
2e etappe ·
3e etappe ·
4e etappe ·
5e etappe ·
6e etappe ·
7e etappe ·
8e etappe ·
9e etappe ·
10e etappe ·
11e etappe ·
12e etappe ·
13e etappe ·
14e etappe ·
15e etappe ·
16e etappe ·
17e etappe ·
18e etappe ·
19e etappe ·
20e etappe ·
21e etappe
Startlijst · Eindstanden · Afbeeldingen